# Grand Saline
Grand Saline – miasto w Stanach Zjednoczonych, w stanie Teksas, w hrabstwie Van Zandt.